# Hans Kriesi
Hans Max Kriesi (* 10. November 1891 in Winterthur; † 12. März 1984 in Münchwilen) war ein Schweizer Lehrer und Bühnenautor.

## Leben

### Familie
Hans Kriesi war der Sohn des Weinhändlers Heinrich Kriesi.
Er war ab 1926 in erster Ehe mit Theda (auch Thecla), die Tochter des Kaufmanns Rudolf Becker († 17. Mai 1924 in St. Gallen), verheiratet. In zweiter Ehe heiratete er 1950 Klara (geschiedene Diethelm), die Tochter von Lebrecht Oberhänsli.

### Werdegang
Nachdem Hans Kriesi in St. Gallen die Schule besucht hatte, studierte er von 1911 bis 1917 Germanistik, Geschichte und Psychologie an der Universität Zürich. Nach Studienreisen in England und Amerika ergänzte er das Studium an der Universität Zürich um das Fach Anglistik und setzte dieses später an der Universität München fort. 1917 beendete er das Studium mit seiner Dissertation Gottfried Kellers politische Lehrjahre und promovierte an der philosophischen Fakultät der Universität Zürich zum Dr. phil.
Nach Beendigung des Studiums war er von 1917 bis 1960 Gymnasiallehrer für Englisch und Deutsch an der Kantonsschule Frauenfeld.
1924 wurde er vom Oberleutnant zum Hauptmann der Infanterie ernannt und er erhielt das Kommando der Kompanie II/74 übertragen.

### Schriftstellerisches Wirken
Hans Kriesi veröffentlichte neben seinen wissenschaftlichen Abhandlungen verschiedene Festspiele, historische Schauspiele und Gedichte, und in seinen späteren Jahren auch Romane und Erzählungen, unter anderem auch in Ostschweizer Mundart.
1923 schrieb er anlässlich des 400-jährigen Bestehens der Schützengesellschaft Frauenfeld ein Festspiel mit 270 Teilnehmern, dessen Spielleitung der Kunstmaler August Schmid (1877–1955) aus Diessenhofen übernahm. Während der Uraufführung seines Stückes Theater in Stratford am Stadttheater St. Gallen spielte der Schauspieler Franz Schnyder in einer Nebenrolle mit.
Weiterhin verfasste er 1938 zur 900-Jahr-Feier in Grüningen das Freilichtspiel Die Herrschaft Grüningen. mit 500 Teilnehmern.
1943 kam es zu einer Auseinandersetzung, weil er im Radio zum Thema Die Geschichte des Eidgenössischen Bettages referiert hatte; hierbei kam es zu unterschiedlichen Auffassungen, die teilweise in der Tagespresse dargestellt wurden. Am 20. Oktober rechtfertigte sich Hans Kriesi in den Neuen Zürcher Nachrichten.
Nachdem er 1949 seine Schrift Betrachtungen zu Goebbels’ Tagebüchern im Jahresbericht der thurgauischen Kantonsschule veröffentlicht hatte, wurde hiergegen vor dem Grossen Rat des Kantons Thurgau Beschwerde geführt, weil der Eindruck entstand, er versuche den ehemaligen Propagandaminister Adolf Hitlers zu entlasten. In einer Sitzung des Grossen Rates wurde erklärt, man distanziere sich zwar von dem Aufsatz, habe jedoch keine Zweifel an der Person und den Fähigkeiten Hans Kriesis; zukünftig müsse er seine wissenschaftlichen Veröffentlichungen in dem Bericht der thurgauischen Kantonsschule vor der Drucklegung einer Aufsichtkommission vorlegen.
1951 erhielt er den Auftrag, anlässlich des 700-jährigen Bestehens von Gottlieben ein Festspiel zu schreiben, das während der Feierlichkeiten aufgeführt wurde.
Er feierte 1967, gemeinsam mit seinem Kollegen Ernst Herdi, seine fünfzigjährige Tätigkeit an der Kantonsschule Frauenfeld, in der er auch nach seiner Zurruhesetzung weiter Unterricht erteilte.

## Mitgliedschaften
Hans Kriesi war Mitglied der Zofingia Zürich.
1930 gehörte er der Schweizerischen Schillerstiftung an.
Ab 1945 war er Mitglied der thurgauischen Kommission für die Grenzlandhilfe und kümmerte sich um die Kinderspeisung im badischen Grenzland.
Er war 1971 Verbandspräsident und 1977 Ehrenpräsident des Thurgauischen Schützenveteranen-Verbands.
1971 war er Mitglied im Klub der älteren Leute (heute Wir älteren Leute) in Frauenfeld, deren Gründung er 1958 initiiert hatte; er war noch 1972 in deren Organisationskomitee vertreten und 1973 deren Präsident; 1975 trat er von seinem Amt zurück.

## Ehrungen und Auszeichnungen
Hans Kriesi erhielt 1933 für sein Werk Bundesfeier und Siegelung des Bundesbriefes von der Schweizerischen Vereinigung für Heimatschutz einen Preis in Verbindung mit 300 Schweizer Franken verliehen.
1982 erhielt er das Verdienstkreuz am Bande des Verdienstordens der Bundesrepublik Deutschland, weil er zwischen 1945 und 1948 die damalige ostschweizerische Grenzlandhilfe organisiert hatte, die der notleidenden deutschen Bevölkerung im Bodenseegebiet mit Nahrungsmitteln, Kleidungsstücken, Medikamenten und Gebrauchsgegenständen half.

## Schriften, Publikationen und Aufsätze (Auswahl)
- Gottfried Kellers politische Lehrjahre. Frauenfeld 1918.[30]
- Einiges zu den englischen Parlamentswahlen. In: Neue Zürcher Zeitung vom 17. Januar 1919. S. 1 (Digitalisat).
- Das Kilbischiessen – Ein Festspiel in 2 Aufzügen. (Der Schützengesellschaft Frauenfeld gewidmet zur Feier ihres 400jährigen Bestehens, 1523–1923). 1923.
- Gesellschaftskritik in der neuesten amerikanischen Literatur. Huber, Frauenfeld 1927.
- Sinclair Lewis. Frauenfeld: Huber, 1928.
- Theater in Stratford – ein Lustspiel über die Heimkehr Shakespeares in seine Vaterstadt. Volksverlag, Elgg 1935.
- Die Siegelung des Bundesbriefes – vaterländisches Schauspiel in einem Akt. 1934.[31] Das Stück wurde während der Bundesfeiern in Bern 1934 aufgeführt.[32]
- Welt-Erziehungs-Kongreß in Oxford. In: Neue Zürcher Zeitung vom 19. August 1935. S. 5 (Digitalisat).
- Die Brücke. Ein Schauspiel über Krieg und Frieden. Verlag Karl Weiß, St. Gallen 1938.
- Anno 1291 –  Es Spill über d'Gründing vo der Eidgenosseschaft. 1941.
- Der Freiheitsmorgen. 1941.[33]
- Das Auslandsschweizerkind. In: Neue Zürcher Zeitung vom 1. April 1942, S. 2 (Digitalisat).
- Schutzgeist der Heimat: Ein Gottfried Keller Buch. 1944.[34]
- Der neue Bund – Festspiel. 1948.[35]
- Finsternis und Licht: Gedichte und Spiele: Bundesfeierspiel. Baublatt AG, Rüschlikon und Zürich 1947.
- Durchgepflügtes Land: Gedichte. Huber, Frauenfeld 1948.
- Betrachtungen zu Goebbels' Tagebüchern. 1949.
- Gottlieber Idyll. 1951.
- Wir älteren Leute: Gedichte. 1954.
- Stille Klause. 1957.
- Rationalisierung im Schulwesen. In: Bote vom Untersee und Rhein vom 6. Juni 1961, S. 2–3 (Digitalisat).
- Schulfernsehen in England. In: Bote vom Untersee und Rhein vom 23. Juni 1961, S. 5 (Digitalisat).
- Neue Unterrichtsmethoden. In: Bote vom Untersee und Rhein vom 24. November 1961, S. 6 (Digitalisat).
- Wer sorgt für die alten Leute? In: Bote vom Untersee und Rhein vom 19. Dezember 1961, S. 9 (Digitalisat).
- Rentiert die Schule? In: Bote vom Untersee und Rhein vom 9. November 1962, S. 9 (Digitalisat).
- Der alte Mensch im neuen Jahr. In: Bote vom Untersee und Rhein vom 31. Dezember 1962, S. 5 (Digitalisat).
- Die Badekur, Verse mit Illustrationen von Hanny Fries. – Baden : Verband Schweizer Badekurorte, [1961]. – 57 p., ill.
- Heini Wolleb. 1962.[36][37]
- Ein zweiter Winkelried. In: Der Bund vom 30. März 1963, S. 23 (Digitalisat).
- Besetztes Land. Volksverlag, Elgg 1965.[38]
- Der Müller von Tägerwilen. Volksverlag, Elgg 1968.[39]
- Das mutige Thurgauer Mädchen am Kaiserhof. 1968.
- Die halben Taxen. In: Die Tat vom 15. Oktober 1968, S. 4 (Digitalisat).
- Bilder aus der Geschichte von Ermatingen – Festspiel. 1969.
- Ueberfremdung und Assimilierung. In: Bote vom Untersee und Rhein vom 23. Dezember 1969, S. 9 (Digitalisat).
- Das Wichtigste zuerst. In: Bote vom Untersee und Rhein vom 16. Januar 1970, S. 5 (Digitalisat)
- Der Rückzug in den Luftschutzkeller. In: Die Tat vom 4. September 1971. S. 12 (Digitalisat).
- Für und gegen Wilhelm Tell. In: Nidwaldner Volksblatt vom 29. Juli 1972, S. 9 (Digitalisat).
- Der Bundesrat und die Inflation. In: Bote vom Untersee und Rhein vom 2. Februar 1973, S. 5 (Digitalisat).
- Wir älteren Leute und das Radio. In: Walliser Bote vom 30. Juli 1976. S. 6 (Digitalisat).
- Ältere Leute und das Radio. In: Die Tat vom 6. August 1976. S. 29 (Digitalisat).
- Altersbegegnung. In: Die Tat vom 28. Januar 1977. S. 17 (Digitalisat).
- Im Ruhestand und Lebensabend. In: Neue Zürcher Nachrichten vom 7. Mai 1977. S. 16 (Digitalisat).
- Die Altersbegegnung. In: Bote vom Untersee und Rhein vom 24. Juni 1977, S. 6 (Digitalisat).